# Einfeldia dissidens
Einfeldia dissidens är en tvåvingeart som först beskrevs av Walker 1856.  Einfeldia dissidens ingår i släktet Einfeldia och familjen fjädermyggor. Inga underarter finns listade i Catalogue of Life.